# Markus Beyer
Markus Beyer (Erlabrunn, RDA, 28 de abril de 1971-Berlín, 3 de diciembre de 2018) fue un deportista alemán que compitió en boxeo.
Ganó una medalla de bronce en el Campeonato Mundial de Boxeo Aficionado de 1995 y una medalla de plata en el Campeonato Europeo de Boxeo Aficionado de 1996, ambas en el peso semimedio.
Participó en dos Juegos Olímpicos de Verano, en los años 1992 y 1996, ocupando el séptimo lugar en Barcelona 1992, en el peso semimedio.
En noviembre de 1996 disputó su primera pelea como profesional. En octubre de 1999 conquistó el título internacional del CMB, en la categoría de peso supermedio. En su carrera profesional tuvo en total 39 combates, con un registro de 35 victorias, 3 derrotas y un empate.

## Palmarés internacional
| Campeonato Mundial | Campeonato Mundial | Campeonato Mundial | Campeonato Mundial |
| Año                | Lugar              | Medalla            | Categoría          |
| ------------------ | ------------------ | ------------------ | ------------------ |
| 1995               | Berlín (Alemania)  | Medalla de bronce  | 71 kg              |
| Campeonato Europeo |                    |                    |                    |
| Año                | Lugar              | Medalla            | Categoría          |
| 1996               | Vejle (Dinamarca)  | Medalla de plata   | 71 kg              |

## Registro profesional
| Año  | Día             | Lugar                                              | Rival                                                          | Resultado                         |
| ---- | --------------- | -------------------------------------------------- | -------------------------------------------------------------- | --------------------------------- |
| 1996 | 23 de noviembre | Olympiahalle, Múnich, Alemania                     | Eric Davis                                                     | TKO en el sexto asalto            |
| 1996 | 7 de diciembre  | Viena, Austria                                     | Harold Roberts                                                 | TKO en el segundo asalto          |
| 1997 | 15 de febrero   | Kurhalle Oberlaa, Viena, Austria                   | Andrew Flute                                                   | Victoria por puntos / 6 asaltos   |
| 1997 | 13 de abril     | Colonia, Alemania                                  | Isidore Janvier                                                | TKO en el quinto asalto           |
| 1997 | 26 de abril     | Leipzig, Alemania                                  | Juri Filipko                                                   | Victoria por puntos / 6 asaltos   |
| 1997 | 1 de junio      | Riesa, Alemania                                    | Paul Busby                                                     | Victoria por puntos / 8 asaltos   |
| 1997 | 22 de junio     | Colonia, Alemania                                  | Danny Thomas                                                   | Victoria por puntos / 6 asaltos   |
| 1997 | 12 de julio     | Olympia, Londres, Reino Unido                      | Simon Andrews                                                  | TKO en el quinto asalto           |
| 1997 | 5 de octubre    | Gera, Alemania                                     | Terry Ford                                                     | KO en el cuarto asalto            |
| 1997 | 2 de noviembre  | Halle, Alemania                                    | Kevin Pompey                                                   | Victoria por puntos / 8 asaltos   |
| 1998 | 11 de enero     | Erdgasarena, Riesa, Alemania                       | Alexander Boy Campeón alemán                                   | KO en el séptimo asalto           |
| 1998 | 18 de abril     | Duisburgo, Alemania                                | Juri Jepifanzew                                                | TKO en el séptimo asalto          |
| 1998 | 5 de diciembre  | Colonia, Alemania                                  | Robert Koon                                                    | Victoria por puntos / 8 asaltos   |
| 1999 | 27 de febrero   | Max-Schmeling-Halle, Berlín, Alemania              | Rene-Claude Dutard                                             | Victoria por puntos / 8 asaltos   |
| 1999 | 8 de mayo       | Philips Halle, Düsseldorf, Alemania                | Octavian Stoica                                                | Victoria por puntos / 8 asaltos   |
| 1999 | 6 de junio      | Ballsporthalle, Fráncfort del Meno, Alemania       | Juan Carlos Viloria                                            | Victoria por puntos / 12 asaltos  |
| 1999 | 23 de octubre   | Ice Rink, Telford, Reino Unido                     | Richie Woodhall Campeón mundial del CMB                        | Victoria por puntos / 12 asaltos  |
| 2000 | 29 de enero     | Erdgasarena, Riesa, Alemania                       | Leif Keiski Defensa del título CMB                             | KO en el séptimo asalto           |
| 2000 | 6 de mayo       | Ballsporthalle, Fráncfort del Meno, Alemania       | Glenn Catley Defensa del título CMB                            | TKO en el 1segundo asalto         |
| 2000 | 16 de diciembre | Europahalle, Karlsruhe, Alemania                   | Ahmet Dine                                                     | Victoria por puntos / 8 asaltos   |
| 2001 | 27 de enero     | Erdgasarena, Riesa, Alemania                       | Lloyd Bryan                                                    | Victoria por puntos / 10 asaltos  |
| 2001 | 21 de abril     | Messehalle, Erfurt, Alemania                       | Manuel López                                                   | KO en el séptimo asalto           |
| 2001 | 1 de septiembre | Bördelandhalle, Magdeburgo, Alemania               | Glenn Odem                                                     | Victoria por puntos / 8 asaltos   |
| 2001 | 6 de octubre    | Eisstadion, Colonia, Alemania                      | Shannon Landberg                                               | Victoria por puntos / 10 asaltos  |
| 2002 | 3 de marzo      | Brandenburg-Halle, Fráncfort del Óder, Alemania    | Anton Robinson                                                 | TKO en el séptimo asalto          |
| 2002 | 27 de abril     | Erdgasarena, Riesa, Alemania                       | Vincenzo Imparato                                              | Victoria por puntos / 12 asaltos  |
| 2002 | 24 de agosto    | Arena Leipzig, Leipzig, Alemania                   | Roni Martínez                                                  | TKO en el cuarto asalto           |
| 2003 | 5 de abril      | Arena Leipzig, Leipzig, Alemania                   | Éric Lucas Campeón mundial del CMB                             | Victoria por puntos / 12 asaltos  |
| 2003 | 5 de abril      | Nürburgring, Nürburg, Alemania                     | Danny Green Defensa del título CMB                             | Descalificado en el quinto asalto |
| 2004 | 28 de febrero   | Mehrzweckhalle, Dresde, Alemania                   | Andre Thysse Defensa del título CMB                            | Victoria por puntos / 12 asaltos  |
| 2004 | 5 de junio      | Chemnitz Arena, Chemnitz, Alemania                 | Cristian Sanavia Defensa del título CMB                        | Derrota por puntos / 12 asaltos   |
| 2004 | 9 de octubre    | Messehalle, Erfurt, Alemania                       | Cristian Sanavia Defensa del título CMB                        | KO en el 6º asalto                |
| 2004 | 18 de diciembre | Oberfrankenhalle, Bayreuth, Alemania               | Yoshinori Nishizawa Defensa del título CMB                     | Victoria por puntos / 12 asaltos  |
| 2005 | 12 de marzo     | Stadthalle, Zwickau, Alemania                      | Danny Green Defensa del título CMB                             | Victoria por puntos / 12 asaltos  |
| 2005 | 3 de septiembre | Internationales Congress Centrum, Berlín, Alemania | Omar Sheika Defensa del título CMB                             | Victoria por puntos / 12 asaltos  |
| 2006 | 28 de enero     | Tempodrom, Berlín, Alemania                        | Alberto Colajanni Defensa del título CMB                       | TKO en el segundo asalto          |
| 2006 | 13 de mayo      | Stadthalle, Zwickau, Alemania                      | Sakio Bika Defensa del título CMB                              |                                   |
| 2006 | 14 de octubre   | Parken, Kopenhagen, Dänemark                       | Mikkel Kessler Defensa del título CMB Título mundial de la AMB | KO en el tercer asalto            |
| 2008 | 14 de marzo     | Zenith, Múnich, Alemania                           | Murad Machmudow                                                | Victoria por puntos / 8 asaltos   |